# Киекие (растение)
Киекие (Freycinetia banksii) е растение, срещано в Нова Зеландия, островите Чатъм и някои южни острови на Тонга, Вануату, Фиджи и Нова Каледония.

## Характеристика
Растението представлява вид от групата на катерещите се паразитни растения. В джунглите може да се види катерещо се по дърветата, но много често пълзи по земята, докато не достигне скала или дърво с масивен ствол.
Киекие има дълги мечовидни листа и дълго стъбло.
Плодовете на киекие са малки, с форма близка до тази на шишарките, като са със същата люсповидна структура. Те са доста твърди и зреят бавно. След узряване плодовете имат доста силен аромат и са годни за консумация, като са деликатес за региона. Сладки са и могат да преминат различна обработка.